# Aeroporto de Urbano Santos
O Aeroporto de Urbano Santos é um aeroporto brasileiro localizado na Estrada de Barreirinhas no município de Urbano Santos, no Maranhão. Encontra-se a 1482 km de Brasília e a 2287 km de São Paulo (capital). Sua pista possui 1200 metros em grama e é sinalizada.